# 1368
Năm 1368 là một năm trong lịch Julius.
Tháng 1 - 1368, Chu Nguyên Chương lên ngôi hoàng đế, kiến lập nhà Minh trong lịch sử Trung Quốc